# Allopalaeophonus caledonicus
Allopalaeophonidae, Allopalaeophonus
Famille
Genre
Espèce
Synonymes
- Palaeophonus caledonicus Hunter, 1886
- Palaeophonus hunteri Pocock 1901

Allopalaeophonus caledonicus, unique représentant du genre Allopalaeophonus et  de la famille des Allopalaeophonidae, est une espèce fossile de scorpions.

## Répartition
Cette espèce a été découverte dans le South Lanarkshire en Écosse. Elle date du Silurien.

## Systématique et taxinomie
Cette espèce a été décrite sous le protonyme Palaeophonus caledonicus par Hunter en 1886. Elle est placée dans le genre Allopalaeophonus par Kjellesvig-Waering en 1986.

## Étymologie
Son nom d'espèce lui a été donné en référence au lieu de sa découverte, la Calédonie.

## Publications originales
- (en) Hunter, « Notes on the discovery of a fossil scorpion (Palaeophonus caledonicus) in the Silurian strata of Logan Water », Transactions of the Geological Society of Glasgow, 1886, vol. 8, p. 169-170.
- (en) Erik Norman Kjellesvig-Waering, « A restudy of the fossil Scorpionida of the World », Palaeontographica Americana, 1986, vol. 55, p. 5-287.